# Régis Gignoux

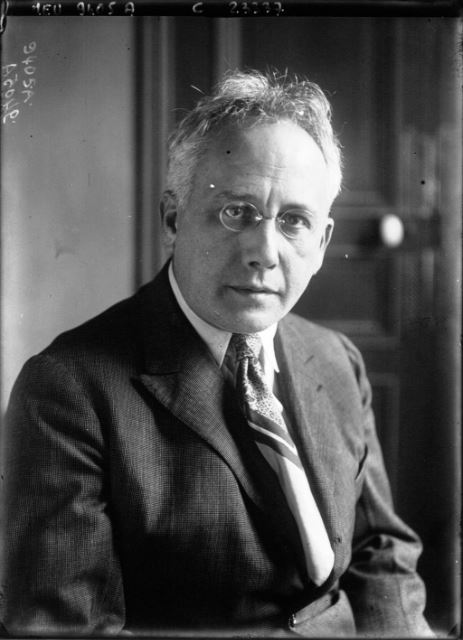
Régis Gignoux 1923

Régis Gignoux (* 7. Oktober 1878 in Lyon; † 7. November 1931 in Paris) war ein französischer Journalist und Schriftsteller.

## Leben und Werk
Régis Gignoux gehörte zu dem Kreis junger Autoren, der sich von 1904 bis 1907 regelmäßig im Dorf Carnetin bei Paris traf und der in neuester Zeit als Groupe de Carnetin identifiziert ist. Die weiteren Mitglieder waren der Maler Francis Jourdain, Michel Yell, Charles Chanvin (1877–1953), Charles-Louis Philippe, Léon-Paul Fargue, Léon Werth, Marcel Ray, Valery Larbaud und, als einzige Frau, Marguerite Audoux. Die Gruppe hatte engen Kontakt zu André Gide und Octave Mirbeau.
Gignoux, Mitarbeiter verschiedener Pariser Zeitungen, darunter Le Figaro und Illustration, war vor allem für seine Theaterstücke und zahlreiche Beiträge zum Guignol-Theater bekannt. Eines seiner Stücke kam auch in Deutschland zur Aufführung und wurde verfilmt.
Gignoux war seit 1925 Ritter der Ehrenlegion. Er starb 1931 im Alter von 53 Jahren.

## Werke
- (mit Charles Muller) Mil neuf cent douze. B. Grasset, Paris 1912. (Roman)
- (mit Charles Méré) L'ingénu. Comédie en 3 actes d'après le conte de Voltaire. Illustration, Paris 1914. (als Opera buffa 1931, Musik von Xavier Leroux)
- (mit Roland Dorgelès) La machine à finir la guerre. A. Michel, Paris 1917. (Roman)
- (mit Maurice de Marsan, 1871–1929) La Folle escapade. Opérette en 3 actes. Librairie théâtrale, artistique et littéraire, Paris 1919. (Musik von Octave Crémieux, 1872–1949)
- (mit Georges Gabriel Thenon genannt Rip, 1884–1941) Le scandale de Deauville ou L'art d'être pépère. Comédie en 3 actes. G. Crès, Paris 1921.
- Le Tabac du Bouc. G. Crès et Cie, Paris 1921. (Roman)
- Kama Soutra, ou Il ne faut pas jouer avec le feu. Comédie en un acte. Librairie théâtrale, Paris 1922.
- (mit Jacques Théry, 1881–1970) Le fruit vert. Comédie en 3 actes. Paris 1924.
  - (deutsch) Das Früchtchen. Lustspiel in 3 Aufzügen. Drei Masken-Verlag, Berlin ohne Jahr. (übersetzt von Richard Wilde)
  - (Film) Csibi, der Fratz bzw. Das Früchtchen. Regisseur: Max Neufeld (1934).
- (mit Alfred Savoir, 1883–1934) Vertu... Vertu ! Comédie inédite en 3 actes. Paris 1925.
- La Castiglione. Comédie en trois actes et neuf tableaux. Paris 1929.
  - (italienisch) La Spezia 1999.
- L'appel du clown. Comédie en un acte. Les Auteurs, Paris 1930. (mit Stichen von André Dunoyer de Segonzac)
- Le prof' d'anglais ou Le système Puck. Comédie en trois actes. Illustration, Paris 1930. (Inszenierung von Louis Jouvet; Fernsehinszenierung von Colette Thiriet, ORTF 1960)